# Brian P. Schmidt
Brian P. Schmidt (Missoula, Montana, 1967. február 24. –) amerikai születésű ausztrál csillagász és fizikus, jelenleg az Ausztrál Nemzeti Egyetem Mount Stromlo Obszervatóriumának asztrofizikusa. A táguló világegyetemmel kapcsolatos kutatásai elismeréseként Saul Perlmutter és Adam Riess amerikai csillagászokkal közösen 2006-ban a csillagászati Shaw-díjjal, 2011-ben pedig a fizikai Nobel-díjjal tüntették ki.

## Tanulmányai
1967-ben Montana államban született, ahol apja biológusként dolgozott. 13 éves korában a család Alaszka államba költözött, itt végezte a középiskolát. Kezdetben meteorológus akart lenni, de miután rövid ideig dolgozott az amerikai meteorológiai szolgálatnak, meggondolta magát. Közvetlenül azelőtt határozta el, hogy csillagász akar lenni, mielőtt beiratkozott az Arizonai Egyetemre.
1992-ben szerzett diplomát fizika és csillagászat szakon az Arizonai Egyetemen. 1992-ben a Harvard Egyetemen Masters, 1993-ban pedig doktori fokozatot szerzett. Doktori disszertációjában a II típusú szupernóva megfigyeléseket használta fel a Hubble-állandó mérésére.
A Harvardon találkozott későbbi feleségével, az ausztrál Jennifer M. Gordonnal. 1994-ben költöztek Ausztráliába.

## Munkássága
A doktori fokozat megszerzése után Schmidt a Harvard-Smithsonian Asztrofizikai Központ munkatársa volt 1993-1994-ben, majd 1995-től a Mount Stromlo Obszervatórium munkatársa Ausztráliában.
Adam Riess amerikai csillagásszal közösen vezette a High-z Supernova Search Team elnevezésű kutatási projektet, amelynek során Ia típusú szupernóvákat figyeltek meg. A szupernóvák fényessége és vöröseltolódása alapján azt találták, hogy a szupernóvák "messzebb vannak", mint ahol az érvényes kozmológiai modellek alapján lenniük kellene és ebből arra a következtetésre jutottak, hogy az univerzum gyorsulva tágul.
A kutatócsoport 1998-ban tette közzé eredményeit, szinte ezzel egyidőben egy másik csoport, a Saul Perlmutter által vezetett Supernova Cosmology Project a Lawrence Berkeley Nemzeti Laboratóriumban is ugyanerre a következtetésre jutott.
A két kutatócsoport egymástól független felfedezését a tudományos közösség hamar elfogadta, a gyorsulva táguló világegyetem elmélete pedig további kutatásokat generált a sötét anyag és a sötét energia témakörében.
A felfedezést az év tudományos áttörésének választotta a Science Magazine, illetve elismerésként Schmidt, Reiss és Perlmutter 2006-ban közösen megkapták a csillagászati Shaw-díjat, illetve 2011-ben a fizikai Nobel-díjat.
Schmidt jelenleg a SkyMapper Telescope Project projektet vezeti.

## Elismerései

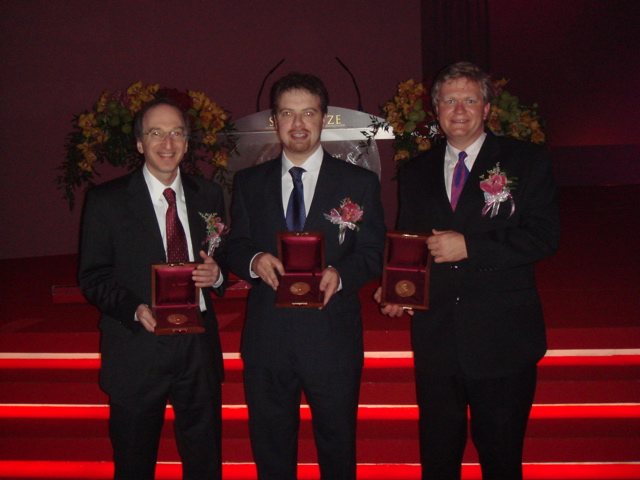
Saul Perlmutter, Adam Riess és Brian P. Schmidt 2006-ban átveszik a Shaw-díjat. 2011-ben ők hárman kapták a fizikai Nobel-díjat is.

- 2000: az ausztrál kormány Malcolm McIntosh díja, a Harvard Egyetem Bok díja
- 2001: az Ausztrál Tudományos Akadémia Pawsey medálja
- 2002: az Indiai Csillagászati Társaság Vainu Bappu medálja
- 2006: a csillagászati Shaw-díj Perlmutterrel és Riess-el közösen[9][10]
- 2007: a csillagászati Gruber-díj Riess-el és Perlmutterel közösen
- 2011: a fizikai Nobel-díj Riess-el és Perlmutterrel közösen „a Világegyetem gyorsuló ütemben való tágulásának távoli szupernóvák megfigyelésével történt felfedezéséért.”.[9]
- 2015: fizikai Breakthrough-díj[11]

## Fordítás
- Ez a szócikk részben vagy egészben  a   Brian P. Schmidt című angol Wikipédia-szócikk fordításán alapul.  Az eredeti cikk szerkesztőit annak laptörténete sorolja fel. Ez a jelzés csupán a megfogalmazás eredetét és a szerzői jogokat jelzi, nem szolgál a cikkben szereplő információk forrásmegjelöléseként.